# Carex subandrogyna
Carex subandrogyna là một loài thực vật có hoa trong họ Cói. Loài này được G.A.Wheeler & Guagl. mô tả khoa học đầu tiên năm 2003.